# Der Kautions-Cop
Der Kautions-Cop ist eine US-amerikanische Action-Komödie aus dem Jahr 2010, der in Deutschland am 1. April 2010 gestartet ist. Der Film wurde für die Goldene Himbeere 2011 nominiert.

## Handlung
Der Ex-Cop Milo Boyd verdient sein Geld als Kopfgeldjäger. Milos Ex-Frau Nicole Hurley ist Journalistin und gerade an einer heißen Story dran, die sich um den angeblichen Selbstmord eines gewissen Walter Lilly dreht. Gerade, als sie ihren Gerichtstermin wegen einer Ordnungswidrigkeit wahrnehmen muss, erhält sie von ihrem Informanten Jimmy einen Anruf, der brisante Informationen zu dem Fall zu haben scheint. Kurzerhand lässt sie die Gerichtsverhandlung platzen, was zur Folge hat, dass die zuständige Richterin einen Haftbefehl gegen sie erlässt. Für Milo scheint dieser Tag sein Glückstag zu werden, denn ausgerechnet er bekommt den Auftrag, Nicole der Polizei zu übergeben und dabei sogar fünftausend Dollar Belohnung von seinem Boss Sid, der Nicoles 50.000 Dollar-Kaution gestellt hat, zu kassieren.
Bevor Nicole Jimmy am vereinbarten Ort treffen kann, wird dieser von Unbekannten entführt und in die Mangel genommen. Milo findet Nicole später in Atlantic City, wohin ein Hinweis aus Jimmys Wohnung sie geführt hat. Als sie den Grund für Milos Auftauchen erfährt, versucht Nicole zu fliehen, allerdings ohne Erfolg. Auf der Fahrt zurück nach New York erhält Nicole einen Anruf von Jimmy, der ihr nun auf Geheiß seiner Entführer weismachen will, dass sich die versprochene Info als Ente herausgestellt habe. Sie lässt sich aber von der Story nicht abbringen, woraufhin die Gangster sich nun auf Milos und Nicoles Fersen heftet. Zudem sind Kredithaie hinter Milo her, bei denen er noch Tausende von Dollar Schulden hat.
Da Milo und Nicole sich eine ganze Weile nicht mehr gesehen haben, haben sie sich offensichtlich viel zu sagen. Beide haben ihre Trennung noch nicht überwunden und beschuldigen sich gegenseitig, für das Scheitern ihrer Ehe verantwortlich zu sein. Hierbei ist sich Milo für keinen Spruch zu schade, womit er bei Nicole ab und an übers Ziel hinaus schießt. Obendrein müssen die beiden die folgende Nacht zusammen in einem Hotel verbringen. Damit sie ihm nicht entwischen kann, kettet er Nicole mit Handschellen ans Bett. Nach einem weiteren missglückten Fluchtversuch Nicoles am nächsten Morgen, fahren die beiden gemeinsam weiter. Nebenbei recherchiert Nicole an ihrer Story und erfährt so, dass ihr und Milos langjähriger Freund Bobby derjenige war, der Lillys Selbstmordprotokoll unterschrieben hat, obwohl aufgrund der Todesumstände begründete Zweifel an der Selbstmordtheorie bestehen müssten. Wenig später liefert sich Jimmys Kidnapper eine Autoverfolgungsjagd mit Milo und Nicole, wobei er versucht, deren Wagen von der Straße zu drängen. Sie kommen mit einem Blechschaden davon, während der Kidnapper entwischt.
Nun hat auch Milo den Ernst der Lage begriffen und hilft Nicole bei ihren weiteren Ermittlungen, hauptsächlich aber nur, um ihr zu beweisen, dass Bobby nichts mit der Sache zu tun hat. Sie finden heraus, dass ihr Angreifer ein gewisser Earl ist und einen Tattooladen betreibt. Auf einen Rat Bobbys hin tauchen Milo und Nicole für eine weitere Nacht in einem Hotel unter. Dabei kommen sie sich wieder näher und gestehen sich ihre Fehler ein. Eine Versöhnung der beiden scheint in Sicht, bis Nicole ein Telefonat Milos belauscht, bei dem er damit angibt, sie wieder rumkriegen zu wollen und dass er sie aber trotz allem noch immer an die Polizei ausliefern würde. Wütend darüber initiiert Nicole wieder einen Streit mit Milo und kann ihm sogar, kurz nachdem er eingeschlafen ist, entkommen.
Sie fährt zu Earls Tattooladen, befreit den dort gefangen gehaltenen Jimmy und findet heraus, dass Earl ein Cop ist. Von Jimmy erfährt sie, dass Earl sich demnächst mit Bobby treffen wolle. Bevor sie dem nachgehen kann, wird Nicole von den Kredithaien, die immer noch nach Milo suchen, gekidnappt. Dieser findet indessen sein Auto auf dem Parkplatz eines Stripclubs wieder, wo die Geldeintreiber Nicole hingebracht haben. Als sie ihn von dort aus anruft, hat er bereits einen Plan, wie er sie befreien kann. Mit Nicoles Hilfe kann er die Kredithaie, die sich sowieso nicht sonderlich clever anstellen, austricksen und mit ihr entkommen.
Nach einem Anruf bei der Polizei erfährt Milo, dass Bobby, obwohl mitten in der Nacht, auf dem Weg zur Asservatenkammer sei. Sie begeben sich ebenfalls dorthin und warten auf Bobbys Ankunft, der kurz darauf erscheint. Drinnen befindet sich allerdings bereits Earl, der dorthin gekommen ist, um sichergestellte Drogen für seine Geschäfte zu entwenden. Bobby erwischt ihn dabei und fordert ihn auf, die Ware wegzulegen. Daraufhin schießt Earl Bobby an und versucht zu fliehen. Nicole und Milo schaffen es jedoch, ihn zu fassen. Später stellt sich heraus, dass Walter Lilly von Earl Mahler benutzt wurde, um an die Asservatenkammer der Polizei zu gelangen, wo Lilly zuletzt gearbeitet hat. Als dieser sich jedoch stellen wollte, wurde er von Earl ermordet. Bobby hatte daraufhin keine Beweise gegen Earl in der Hand. So konnte Nicole ihm mit ihrer Arbeit an der Story unbewusst helfen.
Milo und Nicole beschließen, ihrer Beziehung eine zweite Chance zu geben. Er fährt sie vorgeblich zu ihrem Büro, damit sie ihre Story veröffentlichen kann. Doch er denkt gar nicht daran, sich die fünftausend Dollar Belohnung durch die Lappen gehen zu lassen und überstellt Nicole gerade noch rechtzeitig der Polizei. Bei der nächsten Gelegenheit jedoch greift Milo einen Polizisten an, woraufhin er ebenfalls eingebuchtet wird und in Nicoles Nachbarzelle landet.

## Kritik
In englischsprachigen Medien wurde der Film mit weit überwiegend negativen Kritiken bedacht. Basierend auf der Auswertung von 154 Kritiken weist Rotten Tomatoes eine niedrige Zustimmungsquote von lediglich 12 Prozent aus.

„Blutleer inszenierte Mischung aus Actionfilm und romantischer Komödie mit zwei eindimensional nach ihrem Rollenklischee besetzten Hauptdarstellern.“

„Eine vor Esprit sprühende Screwballcomedy sieht aber anders aus.“

„Die Chemie zwischen den Protagonisten stimmt und ihre bissigen Verbal-Volleys amüsieren zum größten Teil. Ihre doppeldeutigen Dialoge sind allerdings nicht immer zielsicher. Fest im Gag-Sattel sitzt hingegen Christine Baranski […] als Nicoles extravagante Mutter. Da sowohl RomCom- als auch Action-Konventionen abgedeckt werden, eignet sich die routinierte Screwball-Actionkomödie bestens als geschlechterversöhnendes Date-Movie.“